# Pär Boström
Pär Boström (Umeå, ...) è un tastierista, compositore, produttore discografico e artista svedese, conosciuto per le pubblicazioni edite con gli pseudonimi di Kammarheit, Deutsch Deutae e Cities Last Broadcast.
Definisce la propria musica come "paesaggi sonori lussureggianti, che sono sia inquietanti che belli e spettacolari".

## Biografia

### Kammaerheit
Il suo primo progetto, Kammarheit, ebbe inizio nel 2000, con la pubblicazione del primo album, Shockwork. Tra il 2001 e il 2002 vennero pubblicati altri cinque album in edizione molto limitata e distribuiti solamente in Svezia.
È per questo che si indica il 2003 e l'album Asleep and Well Hidden come l'esordio vero e proprio di Kammarheit, primo album ad essere distribuito anche all'estero, nonché il primo a venire stampato in edizione ampia (sebbene ne vennero stampate solamente 1000 copie). L'album ottiene un buon successo di vendite, successo confermato dal successivo The Starwheel del 2005.
Nel 2006 contribuì al cortometraggio di James T. Hong Die Entnazifizierung des MH, breve documentario filosofico sperimentale che esplora il procedimento di denazificazione del filosofo tedesco di fama mondiale Martin Heidegger, componendo parte della colonna sonora.
È ritornato nel 2009 con questo pseudonimo con l'EP Of Dawn and of Ice, frutto di una collaborazione con Phelios, altro noto musicista dark ambient.
Nel 2015 è stato pubblicato il box-set Unearthed 2000-2002, contenente cinque album di Kammarheit e l'EP Of Dawn and of Ice.
Poco dopo è stato rilasciato l'album, The Nest.

### Deutsch Deutae
Il secondo progetto, Deutsch Deutae, ebbe vita breve: sotto tale nome pubblicò solo un album su musicassetta, The Einsatz and the Vibrations, nel 2001.

### Cities Last Broadcast
Nel 2006 si dedicò alla creazione di un nuovo progetto, Cities Last Broadcast, e al suo primo album, The Cancelled Earth, composto di registrazioni sul campo raccolte in presenza di mezzi di trasporto e rielaborate dal musicista; l'album è stato pubblicato nel 2009.

### Pär Boström
Sotto il suo vero nome ha composto il brano Fortitude per l'artista svedese Sinke Dûs, inserito nel suo album di debutto Akrasia del 2007.

## Discografia

### ComeKammarheit
Album studio
- 2000 - Shockwork (demo)
- 2000 - The Downfall and the Arising (demo)
- 2001 - Among the Ruins (demo)
- 2002 - At the Heart of Destruction (demo)
- 2002 - Somewhere Concealed (demo)
- 2002 - The Northern Hymn (demo)
- 2003 - Asleep and Well Hidden (Cyclic Law)
- 2005 - The Starwheel (Cyclic Law)
- 2015 - The Nest (Cyclic Law)

Compilation
- 2015 - Unearthed 2000-2002 (Cyclic Law)

EP
- 2009 - Of Dawn and of Ice (con Phelios) (Power & Steel)

### ComeDeutsch Deutae
- 2001 - The Einsatz and the Vibrations

### ComeCities Last Broadcast
- 2009 - The Cancelled Earth (Cyclic Law)

### Altre apparizioni
- 2002 - AA.VV. – Nord Ambient Alliance
- 2004 - AA.VV. – LIVE AKTION – Klabböle Kraftverk
- 2007 - AA.VV. – ANGST
- 2007 - Sinke Dûs – Akrasia